# Federación Surinamesa de Fútbol
La Federación Surinamesa de Fútbol (en neerlandés: Surinaamse Voetbal Bond, SVB) es el órgano rector del fútbol en Surinam. Fue fundada en 1920 como la Federación de Fútbol de la Guayana Neerlandesa (en neerlandés: Nederlandsch Guyana Voetbal Bond, NGVB), en 1929 se afilió a la FIFA y en 1965 a la CONCACAF.